# Bataillon
Ein Bataillon (IPA: [batalˈjoːn] oder [bataˈjoːn], auch: [bataˈjɔ̃ː], anhörenⓘ von französisch bataillon) ist ein militärischer Verband, in dem mehrere Kompanien oder Batterien einer Truppengattung zu einer organisch zusammengesetzten Truppe von 300 bis 1200 Soldaten zusammengefasst sind. Diese können mit zum Teil unterschiedlicher, sich ergänzender Ausrüstung ausgestattet sein.  Ein Bataillon kann Soldaten anderer Verwendungen wie eine Stabs- und Versorgungskompanie mit Sanitätern, Instandsetzern und/oder Stabsdienstsoldaten enthalten.
Geführt wird ein Bataillon von einem Bataillonskommandeur, meist im Rang eines Oberstleutnants, seltener eines Majors. Im Gegensatz zur nächstniedrigeren Organisationsform, der Kompanie, verfügt das Bataillon über einen eigenen Stab und meist eine Stabs- und ggf. Unterstützungskompanie. Der nächstgrößere militärische Verband ist das Regiment; heute ist das Bataillon meist jedoch direkt einer Brigade als dem nächsthöheren Großverband unterstellt.

## Historische Entwicklung
Das Wort „Bataillon“ kommt vom französischen Wort bataille (Schlacht, Schlachtordnung); bataillon heißt daher eine zur Schlacht aufgestellte Truppe. Man bezeichnete mit diesem Wort im 15. und 16. Jahrhundert jeden selbstständigen Schlachthaufen des Fußvolkes ohne Rücksicht auf seine Stärke, der in Form eines Vierecks auftrat und daher in deutschsprachigen Streitkräften, Armeen oder Heeren auch Gevierthaufen oder Gewalthaufen hieß. Man nannte eine einzelne in Schlachtordnung aufgestellte Infanterie-Kompanie ebenso „Bataillon“ wie ein zur Schlacht geordnetes Regiment. Der Ausdruck diente nur zur Bezeichnung einer Aufstellung für den Kampf.

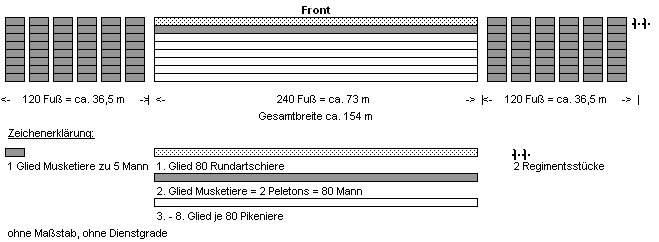
Bataillon eines kaiserlichen Regiments nach Raimondo Montecuccoli: 480 Pikeniere, 320 Musketiere, 80 Rondartschiere

Mit den Hugenotten kam der Begriff im 17. Jahrhundert auch nach Deutschland. Im Zuge der zu dieser Zeit stärkeren Untergliederung der Schlachtordnung auf kleinere Formationen der Fußtruppen mit festen Größen (vgl. Ordonnanz (Gefechtsordnung)) wurde der neue Begriff anstelle des älteren Schlachthaufens für diese eingeführt. Die endgültige einheitliche Einführung des Begriffs für feste Unterabteilungen der Infanterieregimenter, die jeweils mehrere Kompanien umfassten, erfolgte in Frankreich 1635, in Preußen 1686 und in Österreich 1695.
Die Einführung des Steinschlossgewehrs mit Bajonett ließ die Bedeutung des Bataillons wachsen, so dass es Anfang des 18. Jahrhunderts zum grundlegenden taktischen Körper der nach der Lineartaktik kämpfenden Infanterie wurde. Im 18. Jahrhundert wurden in Preußen auch so genannte Freibataillone errichtet, die keinem Regiment zugeordnet waren, sondern selbständige Verwaltungseinheiten darstellten (in der Hauptsache Jägerbataillone).
Im 17. Jahrhundert bestand das Bataillon in den verschiedenen Ländern aus 4 bis 17 Kompanien mit 500 bis 1000 Mann. Das preußische Bataillon mit 1000 Mann in 4 bis 5 Kompanien wurde im 18. Jahrhundert zum Vorbild für andere Heere. Es war eine taktische Formation, die zum Gefecht in zwei Flügel mit je zwei Divisionen zu je zwei Pelotons gegliedert wurde. Leichte Artillerie (Bataillonsgeschütze) konnte beigegeben werden. Angeregt durch die Erfolge Napoleons mit der Kolonnentaktik, setzte sich ab 1815 die Bataillonskolonne in ganz Europa durch. Die militärischen Erfolge Preußens in der zweiten Hälfte des 19. Jahrhunderts machten das preußische Bataillon dieser Zeit, mit 4 Kompanien zu je drei Zügen und mit einer Kriegsstärke von 26 Offizieren und 1054 Unteroffizieren und Mannschaften (1914), zum richtungweisenden Modell.
Im Ersten Weltkrieg sank die Stärke der Infanteriebataillone des deutschen Heeres aufgrund der höheren Feuerkraft sowie wegen Personalmangels auf 650 Mann, die sich in vier Kompanien zuzüglich einer Maschinengewehr-Abteilung gliederten. In der Reichswehr und Wehrmacht wurde das Infanterie-Bataillon nicht wesentlich umgegliedert und umfasste bis in die ersten Jahre des Zweiten Weltkrieges etwas über 800 Mann einschließlich 23 Offizieren in drei Kompanien und einer MG-Kompanie (zusätzlich Bataillonsstab und Nachrichtenstaffel) (Stand Mai 1941).

## Selbständiges Bataillon
In der zweiten Hälfte des 19. Jahrhunderts wurden vermehrt selbständige Bataillone aus Spezialtruppen aufgestellt, die nicht Teil eines Regiments oder diesem unterstellt waren, sondern Divisionen oder Korps direkt unterstanden. Zu nennen sind hier in erster Linie Truppengattungen wie Jäger, die Pioniere, der Train, Luftschiffer, Telegrafen und ähnliche. Für diese wurde teilweise, ebenso wie bei der Artillerie, der Begriff Abteilung benutzt, auch wenn sie als selbständiges Bataillon auf Regimentsebene eingesetzt wurden und von höheren Kommandobehörden geführt wurden.
Die Nationale Volksarmee bezeichnete das selbständige Bataillon (kurz: B) als 'Allgemein taktischen Truppenteil'.

## Österreich-Ungarn
In den Kavallerieeinheiten der österreich-ungarischen Armee wurden die Bataillone als Divisionen bezeichnet, während der international als Division bezeichnete Großverband als Truppendivision firmierte.

## Reichswehr und Wehrmacht
Ein Infanteriebataillon der Reichswehr bzw. der Wehrmacht gliederte sich in den Bataillonsstab und eine Versorgungskolonne sowie drei Schützenkompanien und eine sMG-Kompanie (heute schwere Jägerkompanie) mit sMG-Zügen und Infanteriegeschützen. Die Masse der Versorgungsdienste war in der Division zusammengefasst. Die Kurzbezeichnung für Bataillon lautete einheitlich Batl.

## Bundeswehr
Bataillone gab es in Deutschland ursprünglich nur bei den Truppengattungen der „Fußtruppen“ wie Infanterie und Pionieren. Entsprechende Truppenteile der Artillerie, den Heeresfliegern oder der Panzertruppe hießen bzw. heißen in der Regel Abteilungen.
In der Bundeswehr wurde die Bezeichnung Bataillon (kurz: Btl) erstmals für alle Truppengattungen eingeführt. Dieses besteht grundsätzlich aus 1./Stabs- und Versorgungskompanie, 2./-, 3./-, 4./- oder 5./Kampfkompanie oder je nach Truppengattung und Heeresstruktur 5./ oder 6./schwere Feuerunterstützungskompanie mit Feuerunterstützungszug, Mörserzug, Maschinenkanonenzug, Panzerjäger-/Panzerabwehrzug und neu Aufklärungszug sowie einer Feldersatz- und Grundausbildungskompanie, heute Ausbildungs- und Unterstützungskompanie. Die einzelnen Bataillone der Kampftruppen, unterstützt durch weitere Kräfte der übergeordneten Brigade oder gemischt mit anderen Kompanien anderer Kampftruppen, führen das Gefecht als Gefechtsverband.
Die fliegenden Geschwader der Luftwaffe, sowie der Marine sind – entsprechend dem Bataillon im Heer – in „Gruppen“, z. B. Technische Gruppe oder Fliegende Gruppe, gegliedert.
Bei den Schulen der Bundeswehr werden die entsprechenden Einheiten als Lehrgruppe zusammengefasst.
Das Wachbataillon beim Bundesministerium der Verteidigung mit über 1.800 Soldaten (entspricht etwa Regimentsstärke) führt seine Bezeichnung aus Traditionsgründen.
| Ein Bataillon in der Bundeswehr kann wie folgt gegliedert sein: - Stab - Abteilung S 1 (Personal) - Abteilung S 2 (Militärische Sicherheit) - Abteilung S 3 (Führung, Ausbildung, Organisation) - Abteilung S 4 (Logistik) - Abteilung S 6 (Führungsunterstützung) - 1./Versorgungs- und Unterstützungskompanie - Kompanieführung - Kompanietrupp - Kompaniefeldwebeltrupp - Versorgungstrupp - Materialgruppe - Verpflegungsgruppe - Verpflegungstrupp - Feldküchentrupp 1 - Feldküchentrupp 2 - Feldküchentrupp 3 - Marketendertrupp - Fernmeldezug - Zugtrupp - Feldkabeltrupp 1 - Feldkabeltrupp 2 - Gefechtsstandgruppe 1 - Gefechtsstandtrupp 1 Zelle Führung - Gefechtsstandtrupp 2 Zelle Führung - Gefechtsstandgruppe 2 - Gefechtsstandtrupp Zelle Einsatzunterstützung - Gefechtsstandtrupp Zelle Führungsunterstützung - Sicherungsgruppe 1 - Sicherungsgruppe 2 - Aufklärungs- und Verbindungszug - Zugtrupp - Erkundungsgruppe - Erkundungstrupp 1 - Erkundungstrupp 2 - Aufklärungsgruppe 1 - Aufklärungstrupp 1 - Aufklärungstrupp 2 - Aufklärungsgruppe 2 - Aufklärungstrupp 1 - Aufklärungstrupp 2 - Verbindungsgruppe - Verbindungstrupp 1 - Verbindungstrupp 2 - Technischer Zug - Zugtrupp - Wartungstrupp (Leichte Waffen, ABC-Abwehrgerät) - Wartungstrupp (Hydraulik) - Wartungstrupp (Fernmeldegerät) - Gefechtsschadeninstandsetzungstrupp - Bergetrupp Rad - Transportzug - Zugtrupp - Munitionsgruppe - Betriebsstoffgruppe - Wassergruppe - 2./-4./Kampfkompanie - Kompanieführungsgruppe - Kompanietrupp - Kompaniefeldwebeltrupp - Gefechtsschadeninstandsetzungstrupp von 1./- - I. Zug - II. Zug - III. Zug - IV. Feuerunterstützungszug (nur Infanterie) - 5./Schwere Jägerkompanie - 6./Einsatz- und Unterstützungskompanie - Kompanieführungsgruppe - Kompanietrupp - Kompaniefeldwebeltrupp - Versorgungstrupp - Technischer Trupp - Sicherungs- und Unterstützungszug |

## Österreichisches Bundesheer

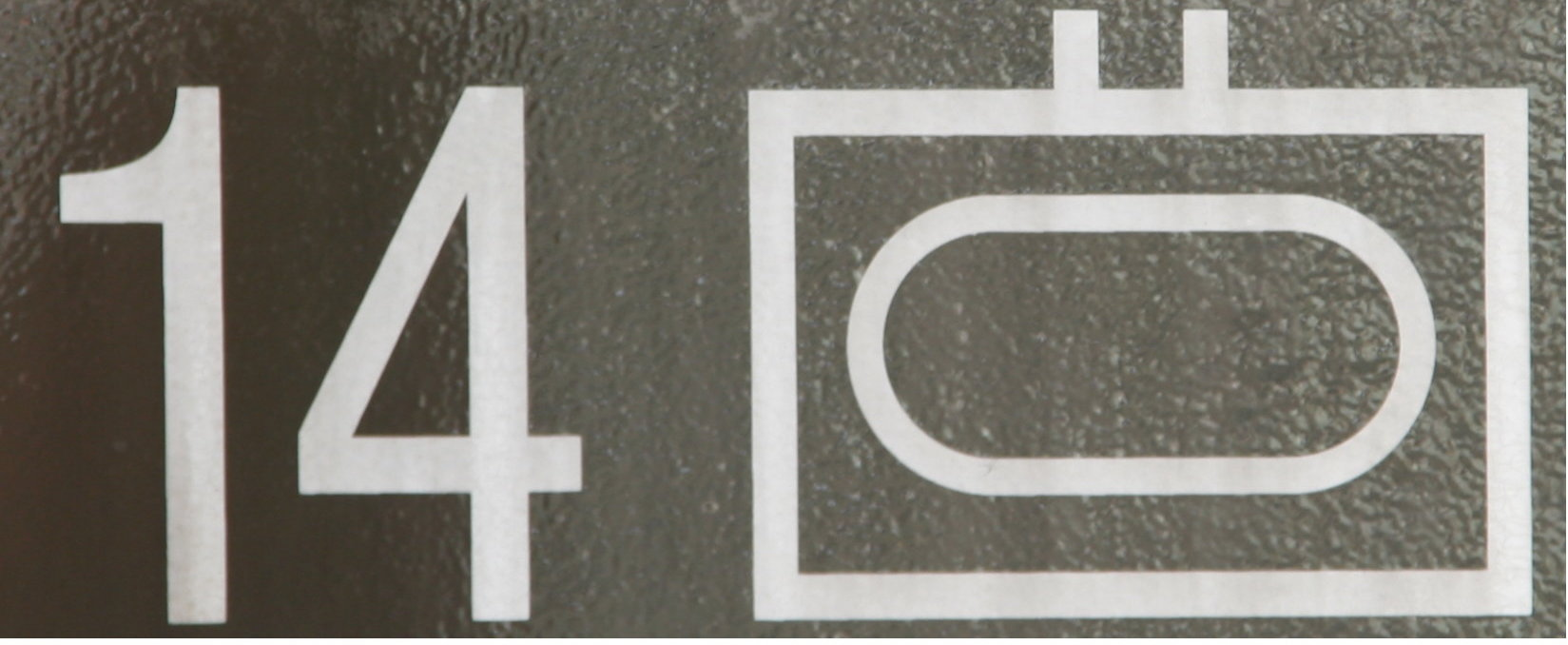
Militärisches Symbol des österreichischen Panzerbataillons 14 gemäß NATO-Standard. Die zwei vertikalen Striche auf dem rechteckigen Rahmen zeigen an, dass es sich um ein Bataillon handelt.

Beim Bundesheer gliedern sich die vier Brigaden des Heeres in jeweils fünf bis sieben Bataillone (kurz: B). Den Militärkommanden in den Bundesländern ist zudem jeweils ein Jägerbataillon (dem Militärkommando Wien zwei Jägerbataillone und das Gardebataillon) zugeordnet.

## Schweizer Armee
In der Schweizer Armee wird bei der Artillerie, der Elektronischen Kriegführung, der Fliegerabwehr, den Gebirgsspezialisten und den Tiereinheiten ebenfalls der Begriff Abteilung (kurz: Abt) anstelle von Bataillon (kurz: Bat) verwendet. Fliegende Teile und die zugeteilten unterstützende Truppen der Schweizer Luftwaffe verwenden den Begriff Geschwader. 
Infanterie, Panzertruppe, Übermittlungstruppen etc. sind in Bataillone eingeteilt, welche entweder einer Brigade (Mechanisierte Truppen, Logistik & Führungsunterstützung), einer Territorialdivision (Infanterie, Rettungstruppen, Genietruppen etc.) oder in Spezialfällen den Lehrverbänden unterstellt sind. Regimente gibt es seit der Reform AXXI nicht mehr.
Geführt wird das Bat von einem Bataillonskommandanten und seinem Stab. Beide führen ihre Funktion im Milizprinzip aus.

## Britische Armee und andere

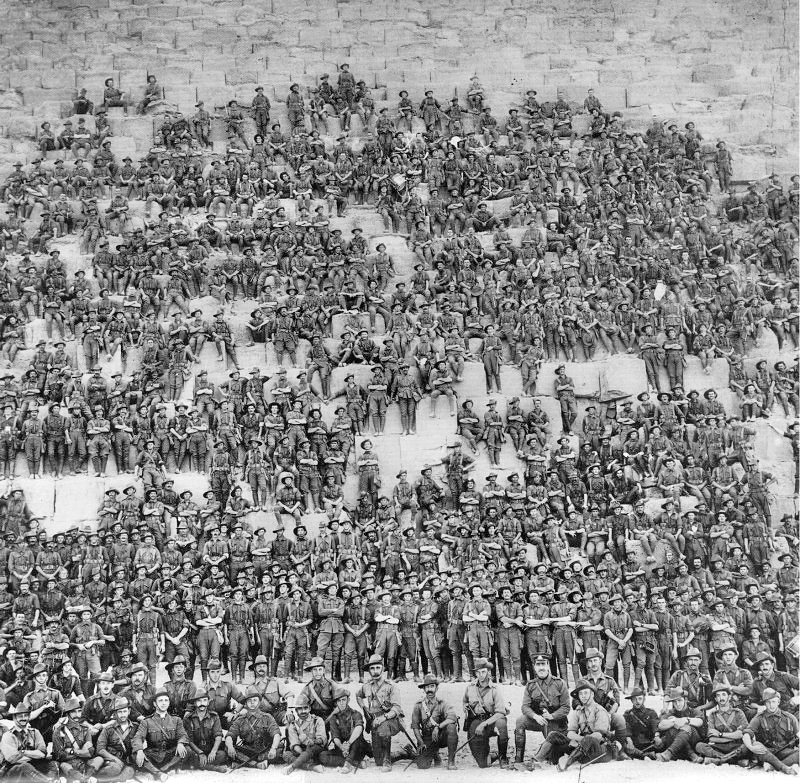
Gruppenbild eines australischen Infanterie-Bataillons aus dem Ersten Weltkrieg auf der Cheops-Pyramide

In der British Army werden die Kampfkompanien eines Bataillons (2./ - meist 5./) auch als A-Coy, B-Coy, C-Coy und D-Coy bezeichnet. Dabei ist meist die D-Kompanie die Schwerwaffenkompanie zur Feuerunterstützung mit schweren Infanteriewaffen.

## Battalion Tactical Group
Als Battalion Tactical Group (BTG), auch Bataillonskampfgruppe oder taktische Bataillonsgruppe, wird ein modularer, taktischer Verband bezeichnet. Geprägt wird dieser Begriff insbesondere durch Verbände der russischen Streitkräfte (russisch: Батальонная тактическая группа, batal'onnaya takticheskaya gruppa), die das Gefecht der verbundenen Waffen beherrschen.
Eine russische BTG besteht in der Regel aus einem Bataillon (in der Regel mechanisierte Infanterie) mit zwei bis vier mechanisierten Kompanien BMP und BTR, die durch Batterien oder je einen Zug Luftabwehr-, Rohrartillerie-, Instandsetzungs- und Logistikeinheiten verstärkt werden, welche aus Teilen der selbständigen Bataillone der übergeordneten Brigade stammen.
Zusätzlich wird die BTG meist durch eine Panzerkompanie und Raketenartillerie verstärkt. Das Konzept der BTG bildete die Hauptstütze der russischen Militärintervention in der Ukraine in den Jahren 2013–15, insbesondere im Donbasskrieg, und stammt aus den Erfahrungen des Ersten Tschetschenienkriegs.